# Trolejbusová doprava v Moskvě
Trolejbusová doprava v Moskvě (rusky Московский троллейбус) je bývalá trolejbusová síť v Moskvě, do roku 2015 největší na světě, pokud jde o délku napájecí sítě a počet používaných vozidel. Do roku 2019 měla nejvíce linek a trolejbusů v Rusku (od roku 2019 je největší ruskou trolejbusovou sítí ta v Petrohradě). V hlavním městě Ruska trolejbusy jezdily od roku 1933 do roku 2020. Provozovatelem byl podnik Mosgortrans.

## Historie
Její historie začíná – stejně jako u metra – v třicátých letech 20. století. První trať se objevila na tehdejším Leningradském šossé v roce 1933. Nasazeny byly první trolejbusy domácí výroby typu LK-1. V 30. a 40. letech se síť rozvíjela především v centrální, západní, severozápadní a severní částech města.
Bouřlivý rozvoj nastal ale v 50. a 60. letech, trolejbusy se rozšiřovaly někdy i na úkor tramvají do zbytku metropole. Na přelomu 60. a 70. let se pak budovaly tratě na radiálně vedených třídách, kde vytvářely souběh s metrem. Některé trati však byly provedeny tangenciálním směrem a propojovaly sousední rádie. V 80. letech pak přišel velkolepý plán na rozšíření trolejbusů do příměstských sídel, ten však nebyl nikdy realizován. Naopak se začaly mnohé tratě rušit, převážně v centru města. Od roku 1982 se například už cestující nesvezou trolejbusem po Arbatu, kde byla zřízena pěší zóna. V roce 1993 došlo k zjednosměrnění mnohých ulic v centru, takže trolejbusová síť v této části města byla významně překonfigurována.
Po roce 2015 byla trolejbusová síť v centru Moskvy rušena v rámci programů „Moja ulica“ a „Magistrala“, a některé bývalé trolejbusové linky byly nahrazeny autobusy. V noci z 24. na 25. srpna 2020 na ulice Moskvy naposledy vyjely trolejbusy. Tím skončila historie moskevských trolejbusů. Trolejbusové linky byly nahrazeny autobusy a elektrobusy.